# Op handen
Op handen is het tiende Nederlandstalige studioalbum van Herman van Veen, verschenen op LP in 1978. Het was de vijfentwintigste elpee die van hem uitgebracht werd. Deze plaat werd opgenomen in de Roundhouse Studio in Londen en de Dureco Studio in Weesp. Van het album zijn geen nummers op single uitgebracht. Onder de gastmusici bevonden zich Nippy Noya (Neppie Noya) (De duiven los) en het Nederlands Saxofoonkwartet (Te loom)

## Nummers
| Nr. | Titel           | Schrijver(s)                                       | Duur |
| --- | --------------- | -------------------------------------------------- | ---- |
| 1.  | Uitzicht op zee | Harry Sacksioni, Herman van Veen, Rob Chrispijn    | 3:58 |
| 2.  | Lekker buitje   | Erik van der Wurff, Rob Chrispijn                  | 3:22 |
| 3.  | De buurvrouw    | Herman van Veen, Hetty Vogelesang                  | 1:47 |
| 4.  | Niet alleen     | Harry Sacksioni, Herman van Veen                   | 4:03 |
| 5.  | De duiven los   | Erik van der Wurff, Herman van Veen                | 3:28 |
| 6.  | Te loom         | Erik van der Wurff, Herman van Veen, Rob Chrispijn | 6:14 |

| 1.                 | Keurig vermoord                   | Ad Rooymans, Rob Chrispijn                         | 4:08 |
| 2.                 | Honds                             | Erik van der Wurff, Herman van Veen, Rob Chrispijn | 4:33 |
| 3.                 | De weduwe                         | Erik van der Wurff, Herman van Veen                | 4:12 |
| 4.                 | De damesmuziekkapel van Frau Roll | Erik van der Wurff, Herman van Veen, Jaap Harten   | 3:23 |
| 5.                 | Middagoverpeinzing                | Harry Sacksioni, Herman van Veen, Simon Carmiggelt | 1:52 |
| Totale duur: 41:03 |                                   |                                                    |      |

Hetty Vogelesang is schrijfster en was gelieerd aan Amnesty International. De samenwerking met Simon Carmiggelt kwam tot stand na een ontmoeting tijdens de uitreiking van de P.C. Hooftprijs.